# Російський марш

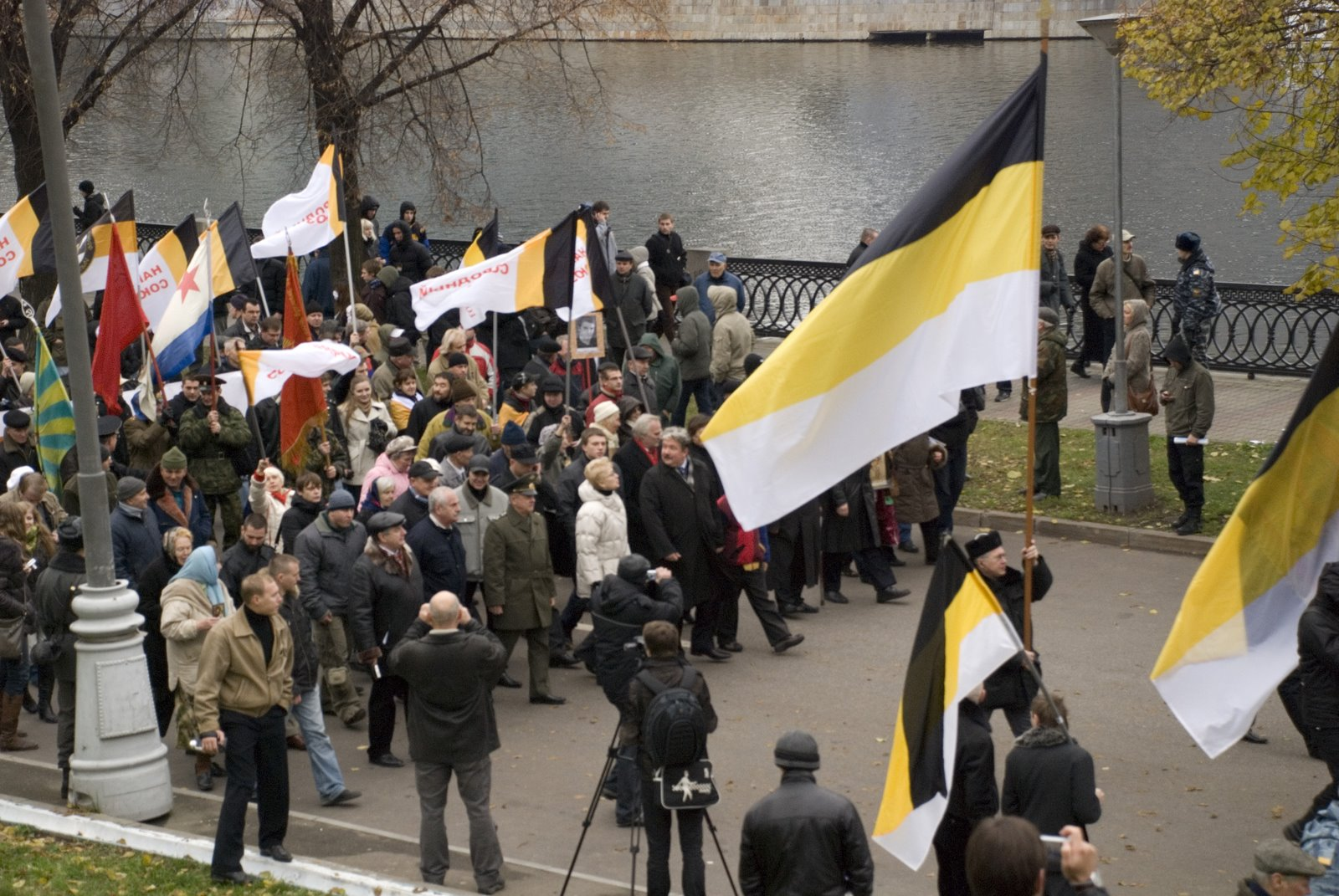
«Русскій марш» у Москві, 2007

Російський марш, також «Русскій марш» (рос. Русский марш) — щорічні маніфестації, мітинги і демонстрації російських націоналістичних та неонацистських рухів, присвячені Дню народної єдності 4 листопада. Марші і демонстрації проводяться з 2005 року в багатьох містах Росії, а також декількох країнах СНД, в тому числі і в Україні.

## 2013
За оцінкою поліції, 4 листопада в «Русскому марші» у московському районі Любліно взяли участь приблизно вісім тисяч людей.

## 2009
Цього року в марші також брали участь представники Ку-клукс-клану[джерело?].

## 2007
4 листопада 2007 року маніфестації правих сил були дозволені в Москві і Санкт-Петербурзі. Маршрут маршу в Москві був дозволений на набережній Тараса Шевченка. В Москві в марші брало участь близько 2000 чоловік під проводом таких організацій, як «Рух проти нелегальної імміграції», «Слов'янський Союз» та інші. Серед гасел на мітингу були такі, як «Слава Росії», «Росіяни — вперед!», «Кондопога — місто герой». Мітинг закінчився без ексцесів. Однак в Петербурзі декілька учасників маршу були затримані за порушення громадського спокою та акти вандалізму проти деяких установ та будинків. В Україні Російські марші відбулися в Криму. Зокрема в Сімферополі попри заборону, зібралося близько 1000 представників проросійських партій. У Києві члени Православного братства УПЦ (МП) організували ходу під російськими імперськими прапорами, яка закінчилася сутичками з представниками УНА-УНСО та міліцією.

## 2006 рік

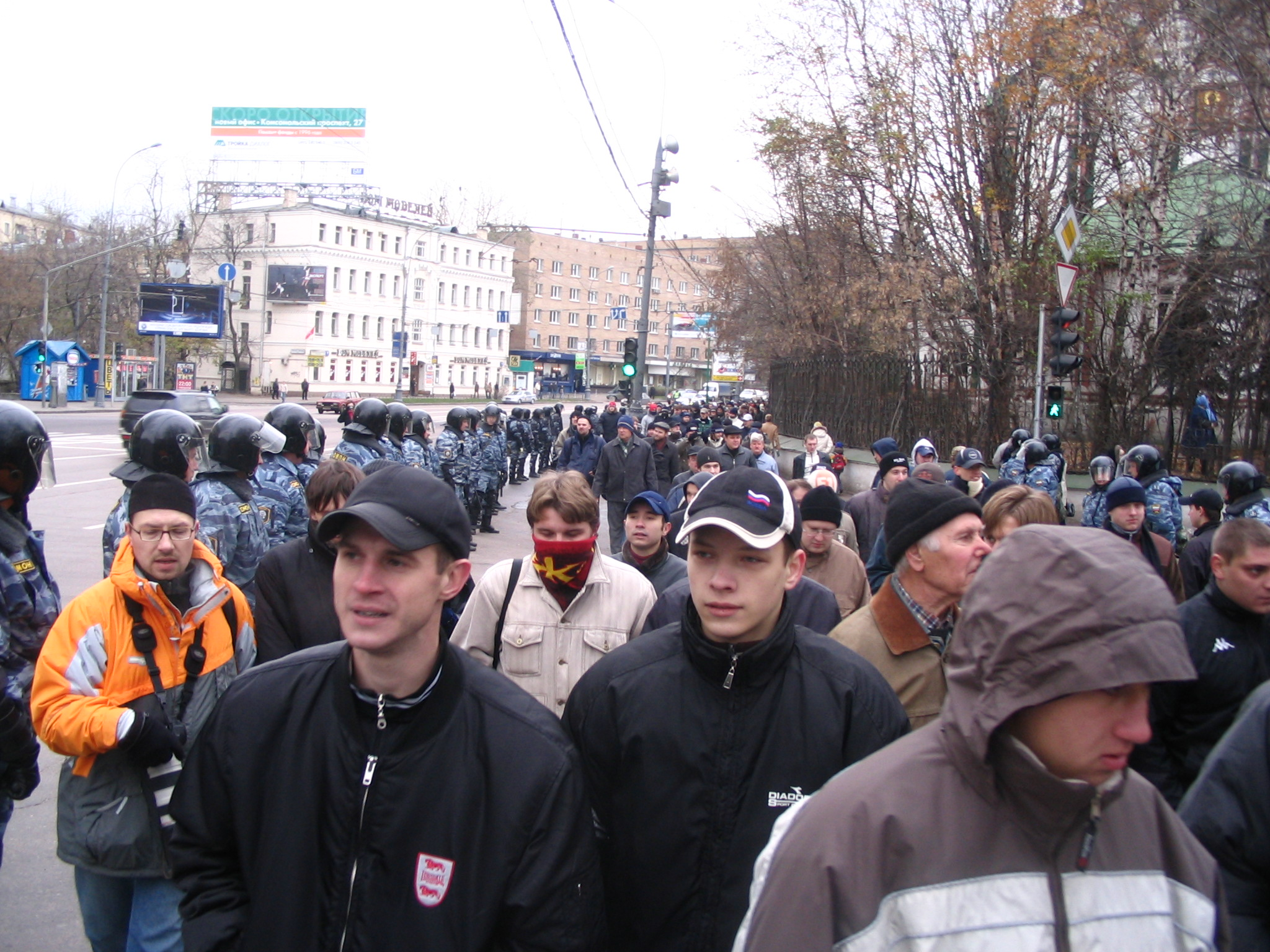
Російський марш 2006

У 2006 році Російський марш був організований Рухом Проти Нелегальної Імміграції, Союзом Євразійської Молоді та іншими націоналістичними організаціями. З огляду на участь неонацистських та радикально-націоналістичних партій марш було заборонено в деяких містах, зокрема мерією Москви. В Росії та багатьох містах СНД марш супроводжувався актами насильства та сутичками з представниками правоохоронних органів.
У 2006 році Російський марш проводився і в Україні: в Криму, Одесі та Севастополі. В Києві 20 учасників маршу зіткнулися з близько 50-ми противниками цього заходу. Найбільша демонстрація була в Севастополі, де 150 учасників під російськими та імперськими прапорами крокували містом без ексцесів.